# Sándor Végh
Sándor Végh (* 17. Mai 1912 in Kolozsvár, Österreich-Ungarn; † 7. Januar 1997 in Freilassing) war ein international tätiger ungarischer Dirigent und Violinist.

## Leben und Werk
Sándor Végh bekam ersten Geigenunterricht mit sechs Jahren; bereits mit zwölf studierte er von 1924 bis 1930 an der Königlich-ungarischen Musikakademie in Budapest, der heutigen Franz-Liszt-Musikakademie, und war dort Schüler des Violinvirtuosen Jenő Hubay sowie in der Kompositionsklasse von Zoltán Kodály. Er wurde 1933 Mitglied des Ungarischen Trios und gründete 1934 das Ungarische Streichquartett, das er bis 1937 leitete, sowie 1940 das lange bestehende Végh-Quartett, mit dem er ab 1946 auf internationale Konzertreisen ging und das lange Zeit als eines der besten Streichquartette galt. Die Besetzung des Quartetts blieb bis 1978 unverändert und hatte bis 1980 Bestand. Bekannt wurde es besonders für seine Zyklen sämtlicher Quartette von Beethoven und Bartók. Ab 1958 spielte Végh auf einer Geige von Antonio Stradivari aus dem Jahre 1724, die einst dem Komponisten Niccolò Paganini gehörte.
Daneben trat Végh als Solist und später auch als Dirigent auf, spielte mit den bedeutendsten Pianisten im Duo und war mit Bartók befreundet. Als Dirigent wurde er von Sergiu Celibidache bewundert. 1963 gründete Végh das Festival di Musica di Camera im italienischen Cervo, wo er zusammen mit berühmten Künstlerkollegen wie Yehudi Menuhin, Swjatoslaw Richter und Gidon Kremer spielte. Viele Jahre musizierte er auch mit dem Cellisten Pablo Casals bei den Festspielen von Prades.
Végh erhielt 1941 als Jung-Professor eine Lehrstelle an seiner Budapester Ausbildungsstätte, die er bis 1946 innehatte. 1953 leitete er eine Meisterklasse für Violine und Kammermusik in Basel, von 1954 bis 1962 in Freiburg im Breisgau und danach bis 1979 in Düsseldorf. Gleichzeitig unterrichtete er von 1972 bis 1991 am Salzburger Mozarteum. 1972 begründete Végh außerdem das International Musicians Seminar in Prussia Cove im englischen Cornwall, ein bis heute attraktives, jährlich stattfindendes Seminar für Kammermusiker. Von 1978 bis zu seinem Tod 1997 leitete er die Salzburger Camerata Academica.
Sándor Végh besaß ab 1953 die französische Staatsbürgerschaft, er gilt jedoch als „Weltbürger der Musik“; er lebte auch in Basel sowie ab 1971 in Greifensee in der Nähe von Zürich. Zudem hielt er sich ab den 1970er Jahren in Salzburg auf.
Véghs Werk ist in zahlreichen Aufnahmen auf Schallplatten und CDs veröffentlicht. Unter anderem spielte er sämtliche Quartette von Mozart, Beethoven und Bartók sowie sämtliche Solosonaten und -partiten von Bach ein. 1961 wurde seine Abhandlung Musik als Erlebnis veröffentlicht.
1941 schloss Sándor Végh die Ehe mit Alice Nagy (1922–2011). Aus der Ehe gingen zwei Kinder hervor, der Chemiker Ladislas Végh (* 1944) und die Konzertagentin Alexandra Végh-Batthyany (* 1947). Végh hat fünf Enkel. Christina Végh (Kunsthistorikerin), Lorenz Végh (Chemiker) sind die Kinder seines Sohnes, Béla Batthyány (Filmemacher), Sacha Batthyány (Journalist), Nicolas Batthyány (Schauspieler) sind die Kinder seiner Tochter. Er starb 1997 im Alter von 84 Jahren. Das Grab befindet sich auf dem Friedhof der alten Pfarrkirche im Salzburger Stadtteil Liefering.